# Karl Peissner
Karl Peissner (* 24. Dezember 1890 in Auerbach in der Oberpfalz, Bayern; † 28. Juni 1952 in Altstätten SG, Schweiz) war ein deutscher Musikdirektor und Komponist in Füssen, Hochdorf LU und Altstätten SG.

## Leben
Karl Peissner stammt aus einer alten Musiker- und Türmerfamilie. Der erste belegbare Peissner hieß Zacharias Ignatius, war vor 1692 in Hirschau beschäftigt und ging als Türmer nach Auerbach. Die Familie Peissner lebte seit Generationen in der Stadt Auerbach. Sein Vater Johann Peissner war der letzte Peissner Türmer und wurde 1898 Chorregent in Auerbach. Karl Peissner hatte eine 10 Jahre ältere Schwester. 
Peissner sollte nach Wunsch seines Vaters den Beruf des Lehrers ergreifen und besuchte das Lehrerseminar der Stadt Amberg (heute Max-Reger-Gymnasium Amberg). Nach dem Tode seines Vaters wechselte er gemäß seiner Berufung und auf Rat des Amberger Chorregenten Böhm zur Musik. Von Böhm erhielt er den ersten Musikfachunterricht. Nach einer dreijährigen Vorbereitung ging er 1911 für ein Jahr an die Kirchen-Musikschule Regensburg. Dort wurde er von Weinmann, Grießbacher, Renner und Engelhardt unterrichtet. Beim Abschluss dieser Studienjahre führte der Regensburger Domchor in einer Schlussfeier ein Gloria von Karl Peissner auf. Schon diese Komposition, die von der Kritik „als Werk der Sturm- und Drangperiode eines talentvollen Musikers“ bezeichnet wurde, brach bereits entschieden mit der sogenannten Regensburger Tradition und bewegte sich für die schon damalige Zeit in ganz neuen Bahnen.
Vor dem Ersten Weltkrieg trat Peissner seine erste berufliche musikalische Verpflichtung als stellvertretender Musikdirektor in Füssen an. Während des Krieges verrichtete er von 1915 bis 1918 Militärdienst; zuletzt war er in Lindau stationiert. Ab 1919 wirkte er als  Chordirektor in Hochdorf, Kanton Luzern. Im Jahr 1924 wurde er als Nachfolger von Musikdirektor J. N. Thür nach Altstätten berufen. Hier wirkte er 28 Jahre lang bis zu seinem Tode als Organist der katholischen Kirchgemeinde, als Dirigent des Cäcilienvereins, des Orchesters, des Männerchors Constantia, des Frauenchors Frohsinn, des Töchterchors des Institutes Maria Hilf, sowie als Privatmusiklehrer. 
Von 1929 bis 1930 ging er von Altstätten aus wöchentlich zwei bis drei Tage an die staatliche Akademie der Tonkunst nach München und studierte Kirchenmusik bei Ludwig Berberich und Kompositionslehre bei Joseph Haas. Mit beiden Lehrern bestand auch nach dem Studium ein reger Briefverkehr.
Seit 1947 besorgte Peissner die Chefredaktion der im Kirchenmusikverlag Meinrad Ochsner & Co. Einsiedeln erscheinenden Monatsschrift für katholische Kirchenmusik Der Chorwächter.

### Familie
1919 heiratete Peissner die aus Füssen stammende Kreszentia Betz († 1937). Aus der Ehe stammte die Tochter Annelies (1921–2009). Auf einem Musikkongress in Wiesbaden lernte er 1938 seine zweite Frau kennen, die musikalisch in Orgelspiel, Klavier und Gesang ausgebildet war und die er 1939 in Gustavsburg heiratete. In dieser Ehe wurden die Kinder Bruno und Rainer geboren.

## Werk
Zu Karl Peissners musikalischen Werken gehören 22 Messen, 20 Motetten, elf Marienbilder, fünf Chorwerke, eine geistliche Chorsinfonie, Teil 1 und Teil 2, sowie einige weltliche Lieder.
Im Laufe seiner Amtszeit wurden einige Konzerte und Operetten unter Peissners Leitung aufgeführt. So dirigierte er am 4. November 1934 ein Symphonie-Konzert von Beethoven und Cello-Konzert von Haydn mit Cello Solisten Franz Hindermann St. Gallen. Musikpädagoge Dr. Leo Rinderer (1895–1987) urteilte im Anschluss: «Die ersten Lorbeeren gebühren dem Führer, der Seele des Abends, dem bestbekannten Komponisten und Dirigenten, Herrn Direktor Karl Peissner. An all dem vorerwähnten Guten und Anerkennungswerten trägt er den Löwenanteil. Das volle Gelingen des Konzertes verdankt Altstätten neben der tüchtigen Mitwirkung aller Spieler in erster Linie seinem hochbegabten, unermüdlichen und energischen Dirigenten, der sich ein Orchester heranzuziehen verstand, das frei und beweglich dem klar geführten Dirigentenstabe restlos zu folgen vermag. Alles in allem, Programm und Ausführung boten vollen Genuss!»
Das Jubiläumskonzert vom 29. Oktober 1950 in der katholischen Kirche Altstätten zur Feier der 25-jährigen Dirigententätigkeit von Karl Peissner war sein letztes Konzert. Zum ersten Teil gehörten „Fuge in a-Moll“ und „Singet dem Herrn ein neues Lied“ von Joh. Seb. Bach, „Sancta Maria, mater Dei“ und „Laudate dominum“ von W. A. Mozart und „Gott in der Natur“ von Franz Schubert. Die Originalpartitur des zweiten Teils, „Geistige Chor-Sinfonie“ von Karl Peissner, ist im Landesmuseum in Bern gelagert.